# سيسي ساندرا
سيسي ساندرا (مواليد 16 ديسمبر 2003) هو لاعب كرة قدم بلجيكي يلعب في مركز خط الوسط في نادي كلوب بروج.

## روابط خارجية
- سيسي ساندرا على موقع قاعدة بيانات كرة القدم.إي يو (الإنجليزية)
- سيسي ساندرا على موقع ليكيب (الفرنسية)
- سيسي ساندرا على موقع Soccerbase.com (لاعب) (الإنجليزية)
- سيسي ساندرا على موقع Soccerway.com (الإنجليزية)
- سيسي ساندرا على موقع عالم كرة القدم.نت (الإنجليزية)